# Икома, Рина
Рина Икома (яп. 生駒 里奈 Икома Рина, род. 29 декабря 1995, Юрихондзё) — участница японской идол-группы Nogizaka46 и является единственной, кто была «центром» (то есть одной из участниц, которые находятся по центру во время исполнения песни на сцене) во всех пяти первых синглах группы.

## Биография
Рина Икома из префектуры Акита. У неё есть младший брат.
С детства она занималась танцами. Её отец всегда поощрял и ободрял её на участие во всякого рода театральных постановках. Когда стало известно о прослушиваниях в создаваемую новую гёрл-группу Nogizaka46, именно отец Рины и порекомендовал ей принять участие. Так она и оказалась в 2011 году среди более 39 тысяч девушек, попытавших свой шанс. Только 56 прошли в финал, в группу же в итоге были отобраны 36. Рина была среди них.
В дебютном сингле группы Рина была назначена одним из «центров» в титульной песне «Guruguru Curtain». (Для живых выступлений всех песен группы ставятся танцы, и несколько участниц, которые находятся в этом хореографическом номере по центру, называются «центрами».)
Когда вышел второй сингл под названием «Oide Shampoo», Рина единственная сохранила свою центральную позицию.
На этом втором сингле она также дебютировала сольно. Сингл включал её сольную песню в качестве стороны «Б». Рина стала первой и на 2013 год остаётся единственной участницей группы, выпустившей сольную вещь.

## Хобби и увлечения
Рина Икома любит читать мангу для мальчиков (то есть в жанре сёнэн). В основном она читает журнал Weekly Shonen Jump. Всё началось в первый год средней школы, когда её дали почитать мангу Gintama, и Рина ей увлеклась. До этого, в начальной школе, она читала то же, что и другие девочки. Среди её любимых комиксов она также перечисляет «Наруто», One Piece, Sket Dance. По состоянию на весну 2012 года, её недавними увлечениями были Blue Exorcist and Inu × Boku SS. Её осимэн (любимая участница) в группе AKB48 — Маю Ватанабэ.